# Bodiluddelingen 2025
Bodiluddelingen 2025 er en filmprisuddeling, der blev afholdt af Danske Filmkritikere den 15. marts 2025 på Folketeatret i København. Begivenheden var den 78. gang, at Bodilprisen uddeltes. Uddelingens vært var Søs Egelind.
I november 2024 annoncerede Danske Filmkritikere at Bodiluddelingen fra uddelingen i 2025 ville indføre kønsneutrale priser, så kategorierne "Bedste mandlige hovedrolle" og "Bedste kvindelige hovedrolle" blev slået sammen til "Bedste hovedrolle", og "Bedste mandlige og kvindelige birolle"-kategorierne blev slået sammen til "Bedste birolle". Samtidig vil antallet af nominerede i de to kategorier stige fra 5 til 7 nominerede. Nanna Frank Rasmussen, forperson for Danske Filmkritikere, udtalte ved annonceringen at dette skete på baggrund af at Bodilprisen skulle følge med tiden. Danske Filmkritikere annoncerede også at der ville blive tilføjet en ny kategori med titlen "Bedste ensemble", som skulle uddeles til en film, hvor det centrale skuespilgalleri som helhed skulle anerkendes og hyldes. Her ville mellem to og fem film blive nomineret. De nominerede blev offentliggjort den 17. januar 2025.
Filmen Vejen hjem modtog to priser (Bedste film og bedste manuskript). Sidse Babett Knudsen fik prisen for bedste hovedrolle for sin præstation i Vogter. Det var Babett Knudsens fjerde hovedrolle-Bodil i løbet af hendes karriere. Lars Ranthe fik prisen for bedste birolle som den alkoholiserede far i Fuld af kærlighed. Denne film vandt også den nye Bodil for bedste ensemble.

## Nominerede
| Bedste hovedrolle | Bedste birolle |
| --- | --- |
| - Sidse Babett Knudsen for Vogter - Bodil Jørgensen for Rom - Flora Ofelia Hoffman Lindahl for Madame Ida - Gustav Dyekjær Giese for De lydløse - Nikolaj Lie Kaas for Vejen hjem - Trine Dyrholm for Birthday Girl - Viilbjørk Malling Agger for Fuld af kærlighed                                                                      | - Lars Ranthe for Fuld af kærlighed - Albert Rudbeck Lindhardt for Vejen hjem - Asta Kamma August for Kalak - Flora Ofelia Hofmann Lindahl for Birthday Girl - Karen-Lise Mynster for Madame Ida - Sebastian Bull for Vogter - Stine Stengade for Fuld af kærlighed |
| Bedste danske film | Bedste dokumentar |
| - Vejen hjem af Charlotte Sieling - Birthday Girl af Michael Noer - Fuld af kærlighed af Christina Rosendahl - Kalak af Isabella Eklöft - Vogter af Gustav Møller | - The Son and the Moon af Roja Pakari og medinstruktør Emilie Adelina Monies - A Dangerous Boy af Ole Bendtzen - Ekko af kærlighed af Zara Zerny - Før stormen af Juan Palacios og medinstruktør Sofie Husum Johannesen - Livet og andre problemer af Max Kestner   |
| Bedste ensemble | |
| - Fuld af kærlighed (Lars Ranthe, Stine Stengade, Viilbjørk Malling, Ella Paaske & Luca Uhde Jacobsen) - Børnene fra Sølvgade (Ida Skelbæk Knudsen, Alfred Nordhøj Kann, Amelia Ahmad Abdullatif, Alfred Rivera, Jakob Fauerby & Anders W. Berthelsen) - Madame Ida (Flora Ofelia Hoffman Lindah, Karen-Lise Mynster & Christine Albeck) | |
| Bedste ikke-engelsksprogede film | Bedste engelsksprogede film |
| - The Zone of Interest af Jonathan Glazer (England-Polen) - Drengen og hejren af Hayao Miyazaki (Japan) - Frit fald af Justine Triet (Frankrig) - La chimera af Alice Rohrwacher (Italien) - Perfect Days af Wim Wenders (Japan) | - Poor Things af Yorgos Lanthimos - All of Us Strangers af Andrew Haigh - Anora af Sean Baker - The Holdovers af Alexander Payne - The Substance af Coralie Fargeat                                                                                                 |
| Bedste fotograf | Bedste manuskript |
| - Adam Wallensten for Birthday Girl - Adam Wallensten for De lydløse - Nadim Carlsen for Kalak | - Nagieb Khaja, Jesper Fink og Charlotte Sieling for Vejen hjem - Christina Rosendahl for Fuld af kærlighed - Mads Matthiesen for Mr. Freeman - Niclas Bendixen, Christian Torpe & Kristian Halken for Rom - Emil Nygaard Albertsen & Gustav Möller for Vogter      |

## Øvrige priser

### TV 2 Talentprisen
Vinder og nominerede:
- Lina Lund Jørgensen, skuespiller, for Mr. Freeman
  - Amalie Skovhus Petersen, scenograf, for Madame Ida
  - Jonas Risvig, instruktør, for Kontra
  - Josefine Skov, komponist, for Mulm
  - Roja Pakari, dokumentarinstruktør, for The Son and the Moon

### Æres-Bodil
- Lars von Trier

### Sær-Bodil
- Odense International Film Festival

### Henning Bahs Prisen
- Amalie Skovhus Petersen for Madame Ida